# Doudou Diène
Pour les articles homonymes, voir Diène (homonymie).
Doudou Diène, né le 12 décembre 1941 à M'bour, est un juriste et diplomate sénégalais. Il est rapporteur spécial de l’ONU sur les formes contemporaines de racisme, de discrimination raciale, de xénophobie et de l’intolérance qui lui est associée de 2002 à 2008. En mai 2007, il est nommé par François Hollande membre du conseil d'administration de la Fondation pour la mémoire de l'esclavage.

## Biographie
Diène obtient son baccalauréat en 1961 et termine premier du concours général de philosophie. Il part ensuite en France faire ses études, à l'université de Caen où il obtient une licence en droit et à l'Institut d'études politiques de Paris. À Paris, Diène s'engage à la Fédération des étudiants d'Afrique noire en France (FEANF).
En 1972, Diène rejoint l'UNESCO en tant qu'adjoint de l'ambassadeur du Sénégal auprès de l'organisation, Blaise Senghor. Diène est pourtant un opposant politique résolu à Leopold Sedar Senghor, oncle de Blaise Senghor et président en fonction du Sénégal.
Entre 1977 et 1986, Diène est le directeur du bureau new-yorkais de l'UNESCO.
À l'UNESCO, Diène travaille sur des projets liés à l'interculturalité, aux liens entre les cultures via différentes « routes interculturelles » : les routes de la soie qui relient l'Orient et l'Occident, la route d'Al-Andalus entre l'islam et la chrétienté, ou la route de l'Esclave entre l'Afrique et l'Amérique.
En 2002, Diène est nommé rapporteur spécial sur les formes contemporaines de racisme, de discrimination et de xénophobie au Conseil des droits de l'homme des Nations unies.
En 2005, l'ONU lui confie une enquête sur des violences au Togo. Il enquête aussi, en tant qu'expert indépendant, sur des violations des droits humains pendant la crise ivoirienne de 2010-2011, puis à Gaza en 2014 à 2018.
En 2007, Diène dénonce les propos du président français Nicolas Sarkozy lors de son « discours de Dakar » et parle d'une tentative de « légitimer scientifiquement des stéréotypes historiques de construction du racisme ».
Doudou Diène est président de la commission d'enquête de l'Organisation des Nations unies sur le Burundi depuis février 2018.
Il siège en tant que rapporteur au Conseil d'orientation de la Fondation pour la mémoire de l'esclavage.

## Publications
- Direction et préface dans le cadre du Projet de la Route de l’esclavage de l’ouvrage collectif sur l'esclavage, La chaîne et Le lien : une vision de la traite négrière, Éditions Unesco. 1998.
- « Silence et Invisibilité : L’enjeu de mémoire de la domination et de la discrimination » dans Valérie Lange-Eyre (éd.), Mémoire et Droits Humains. Enjeux et Perspectives pour les Peuples d’Afrique et des Amériques, Lausanne, Éditions d'en bas, 2008.
- « La crise identitaire du monde occidental » dans Revue internationale et stratégique No 75(3), 2009, p. 93-100. (Lire en ligne - consulté le 15 juin 2020)